# Delia elongata
Delia elongata este o specie de muște din genul Delia, familia Anthomyiidae. A fost descrisă pentru prima dată de Pokorny în anul 1889. Conform Catalogue of Life specia Delia elongata nu are subspecii cunoscute.